# 自動詞
自動詞（じどうし、英: intransitive verb）とは、目的語を取らない動詞のことである。

## 下位分類
自動詞はさらに、主語になるものが外項（動作主あるいは"意味上の主語"）であるか内項（"意味上の目的語"）であるかによって2種類に下位分類される。前者を非能格動詞（ひのうかくどうし en:Unergative verb）、後者を非対格動詞（ひたいかくどうし en:Unaccusative verb）と呼ぶ。
両自動詞と内項・外項の基底位置を図式的に示すと次のようになる（Arg:項、V:動詞、S:主語、VP:動詞句）：
非能格動詞
John laughed.
[S Arg [VP V]]
非対格動詞
John died.
[S [VP Arg V]]
2つの自動詞を区別する基準としては表面上の主語における"動作主性"の有無が一例として挙げられる。すなわち、非対格動詞は動作主を項として取らない。
"laugh"という動詞は主語が意志的に行うことができる行為を表す。
それに対し"die"という動詞は意志を持って行うことではなく、自然に起こる現象あるいは状態変化である。この場合には形式上の主語 John は"意味上の目的語"つまり内項であると考えられるわけである。
ただし、"die"などはある程度意志的であるとも考えられ（文法的には他の非対格動詞とやや異なる）、それ以外の純粋な非対格動詞（appear、occurなど）をen:Anticausative verb（逆使役動詞）と呼ぶこともある。
なお、これら下位分類の名称は、能格言語において外項だけが現れる動詞は能格を与える力を持たず、対格言語において内項だけが現れる動詞は対格を与える力を持たない、という一般性に由来する。非能格動詞では"意味上の主語"がそのまま主語として現れているのに対し、非対格動詞は、"意味上の目的語"に相当する名詞句が、対格を与えられないことによって表面上は主語として現れていると考えられることから、このような名称となっている。
三上章の文法理論における能動詞・所動詞はそれぞれ非能格動詞・非対格動詞にほぼ相当する。
また、動詞の中には主語も目的語も必要としないものがあるが、言語によってはそれらの主語の位置に虚辞（きょじ）があらわれるため、自動詞に数えられる。この場合についても図式的に示すと次のようになる。
虚辞があらわれた項動詞
It rains.
[S Exp [VP V]]

## 受動態
対格型言語では能動態における目的語を主語にすることで受動態に変換することができるが、自動詞は目的語がないから一般には受動態にできない。
ただし日本語には「私は雨に降られた」などの言い方がある（"迷惑の受身"、"被害の受身"）。「降る」は日本語でも自動詞であるが、日本語では「雨が降った」結果として「私」に影響（不利益）が及んだ場合にも、「私」を一種の非必須的な項あるいは目的語と捉えていると考えることができる。
しかしこのような受身形にできるのは非能格動詞に限られ、非対格動詞はできない（同じ自然現象でも「*地震に起こられた」とは言えない）。同様の違いは恩恵表現（「てもらう」「てくれる」）や使役に関しても現れる。